# Disputa di santo Stefano

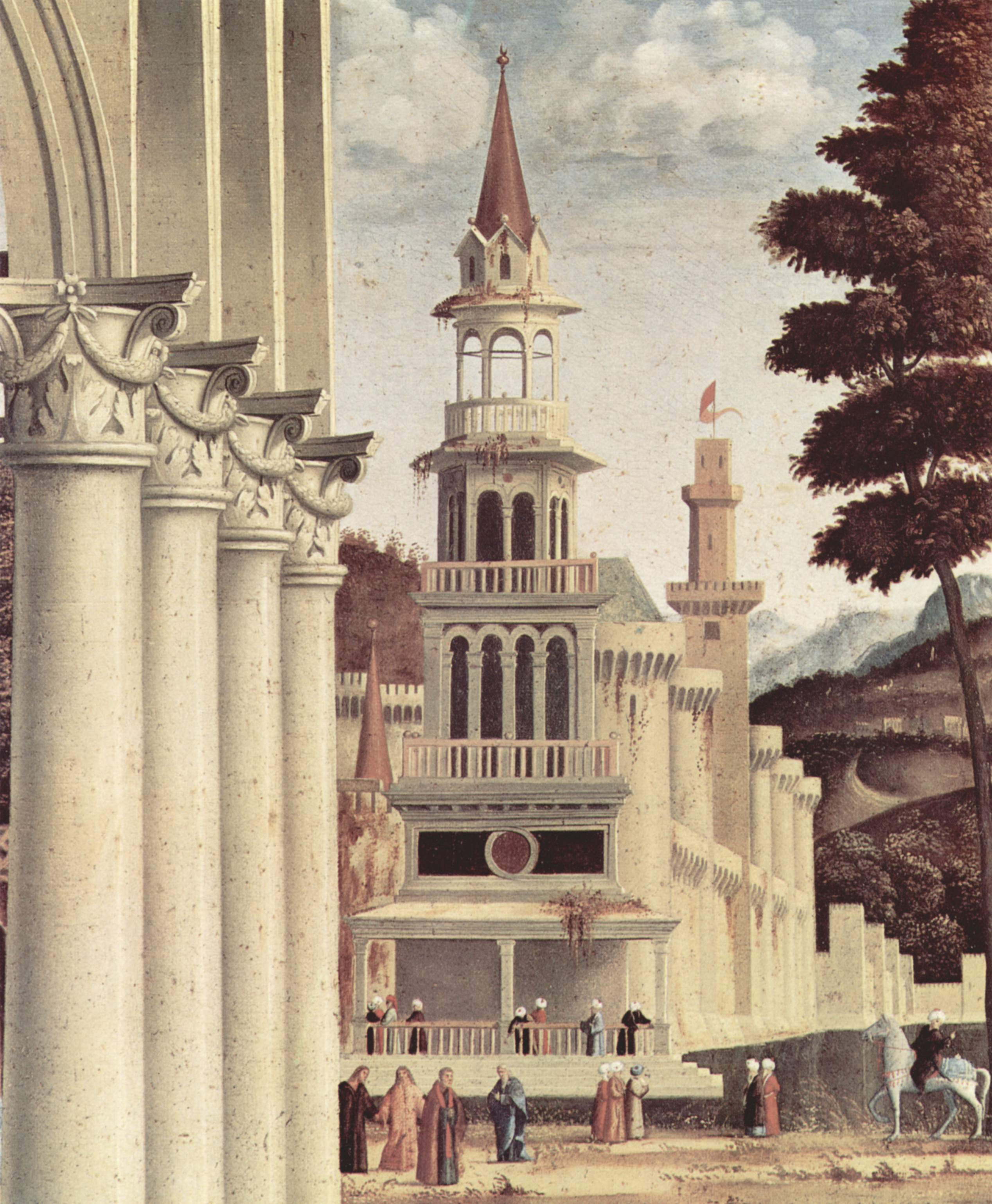
Dettaglio dello sfondo

La Disputa di santo Stefano è un dipinto olio su tela (147x172 cm) di Vittore Carpaccio, firmato e datato 1514 e conservato nella Pinacoteca di Brera a Milano. Si tratta di uno dei cinque teleri (di cui uno perduto) eseguiti per la Scuola di Santo Stefano di Venezia.

## Storia
La confraternita era una delle Scuole minori di Venezia. Ampliata nel 1476 e accresciuta da un massiccio numero di adesioni dal 1506, fu decorata dal ciclo di teleri di Carpaccio, specialista del genere, che vi lavorò dal 1511 al 1520. 
Con la soppressione della confraternita nel 1806 tutte le decorazioni e gli arredi vennero venduti e dispersi; i teleri in particolare finirono, dopo vari passaggi, in più musei e uno di essi (Processo di santo Stefano) andò perduto. 
Si tratta di opere della fase discendente dell'artista, chiuso in sé stesso e fedele al suo attardato stile quattrocentesco mentre la pittura veneziana veniva rivoluzionata da Giorgione e da altri artisti. 

## Descrizione e stile
Il tema della predica di santo Stefano che parla nel Sinedrio di Gerusalemme, stimolò la vena narrativa del pittore, che creò un'ambientazione esotica ricca di dettagli fantastici. 
La scena, secondo uno schema collaudato da tempo, si svolge tutta sul proscenio del primo piano, in particolare sotto un'ariosa loggia rinascimentale. Stefano si trova sul seggio sulla sommità del Sinedrio, attorniato da saggi orientali che lo ascoltano e lo contraddicono e, più avanti verso destra, da una folla di dignitari vestiti alla veneziana e poco interessati alla scena sacra, dove si devono trovare numerosi ritratti di confratelli. Nell'uomo col cappuccio rosso e la lunga barba Carpaccio sembra omaggiare il San Girolamo nella Pala di San Zaccaria di Giovanni Bellini. La loggia è leggermente in tralice e reca la firma e la data sui plinti delle colonne (VICTOR / CARPATHIUS / PINXIT e M / D.XIIII). La costruzione prospettica è rigorosa, soprattutto nel portico in primo piano, dove tutti i volumi sono scorciati, perfino quelli più legati a dettagli secondari, come i libri e le ombre sui gradini.
Lo sfondo è arricchito da stravaganti architetture, riecheggianti però anche opere reali, tra cui una piramide che culmina con una sfera opalescente (che somiglia alla piramide di Caio Cestio), una statua equestre su un piedistallo con pilastri ricoperti da nicchie con statue (ispirato al monumento a Bartolomeo Colleoni di Verrocchio), una torre con loggiato, una città murata con alte torri difensive. Gli edifici si serrano sullo sfondo delle colline venete dolcemente sfumate sui toni verdi e bruni, che esaltano le figure antistanti. Tipico è il ripidissimo scorcio in diagonale delle mura della città, usato fin dai primissimi teleri come l'Arrivo dei pellegrini a Colonia (1490) delle Storie di sant'Orsola.